# Mitsuki Koga
Mitsuki Koga (虎牙光揮 Koga Mitsuki?) es un actor japonés conocido por aparecer en películas que involucran artes marciales. Se entrenó en Muay Thai, Karate y Boxeo antes de comenzar su carrera como actor. 

## Carrera
Conocido por sus interpretaciones como Kyosuke Akiba en Godzilla x Mothra x Mechagodzilla: Tokyo S.O.S., Shinjiro Hayashida de  Sakigake!! Cromartie Kōkō The Movie y Tetsuki Yamato / Kamen Rider Ketaros en la película Tokusatsu de 2006, Kamen Rider Kabuto: God Speed Love. 
También apareció como personaje principal en la adaptación cinematográfica de la novela de Futaro Yamada, Koga Ninpocho, Shinobi -Heart Under Blade-, y formó parte de las acrobacias de El último samurái. También hizo un papel secundario / cameo en The Fast and the Furious: Tokyo Drift como guardaespaldas del Yakuza.

## Filmografía

### Películas
- Godzilla x Mothra x Mechagodzilla: Tokyo S.O.S. (2003) - Kyosuke Akiba
- Sakigake!! Cromartie Kōkō The Movie (2005) - Hayashida Shinjiro
- Shinobi -Heart Under Blade- (2005) - Chikuma Koshiro
- Kamen Rider Kabuto: God Speed Love (2006) - Tetsuki Yamato / Kamen Rider Ketaros
- The Fast and the Furious: Tokyo Drift (2006) - guardaespaldas de Yakuza
- Aihyôka: Nu-meri (2008)
- Ultraman Ginga (2013) - Gō atosato
- Live (2014)[1]